# 提賈尼·賴因德斯
提賈尼·馬蒂納斯·揚·賴因德斯·萊卡通佩西（荷蘭語：Tijjani Martinus Jan Reijnders Lekatompessy，發音：[tiˈdʒani ˈrɛi̯ndərs]；1998年7月29日—），荷蘭職業足球運動員，現效力於英超球會曼城。他也代表荷蘭國家足球隊參賽。

## 球會生涯

### AC米蘭
2023年7月19日，賴因德斯與意甲球隊AC米蘭簽約5年直至2028年。

## 榮譽

### 球會
AC米蘭
- 義大利超級盃冠軍：2024–25

## 外部連結
- worldfootball.net：提賈尼·賴因德斯之統計數據 （英文）
- Tijjani Reijnders Profile （页面存档备份，存于） at Swarakyat Jakarta, according to Swarakyat.id （页面存档备份，存于）